# El niño pez - Il bambino pesce
El niño pez - Il bambino pesce è un film del 2009 diretto da Lucía Puenzo e tratto dal romanzo Il bambino pesce della stessa regista. Il film è stato presentato nella sezione Panorama alla Festival di Berlino 2009.

## Trama
Lala, figlia di una famiglia benestante argentina, è innamorata di Guayi, ventenne paraguaiana che lavora come cameriera per la sua famiglia da quando aveva 13 anni. Le due ragazze progettano di andare a vivere in Paraguay e per poterlo fare iniziano a derubare la famiglia di Lala. Una volta raggiunto il Paraguay le due dovranno affrontare i segreti delle loro vite personali.

## Palmarès
- 2009 - Academy of Motion Picture Arts and Sciences of Argentina
  - Miglior attrice esordiente a Mariela Vitale
  - Nomination Miglior attrice a Mariela Vitale
  - Nomination Best Art Direction a Mercedes Alfonsín
  - Nomination Miglior fotografia a Rodrigo Pulpeiro
  - Nomination Miglior regia a Lucía Puenzo
  - Nomination Miglior montaggio a Hugo Primero
  - Nomination Miglior film a Lucía Puenzo
  - Nomination Miglior trucco a Marisa Amenta
  - Nomination Miglior sceneggiatura a Lucía Puenzo
  - Nomination Miglior suono a Fernando Soldevila
- 2009 - Clarín Entertainment Awards
  - Miglior attrice esordiente a Mariela Vitale
  - Nomination Miglior fotografia a Rodrigo Pulpeiro
- 2009 - Málaga Spanish Film Festival
  - Miglior fotografia a Rodrigo Pulpeiro
  - Premio Speciale della Giuria a Lucía Puenzo
- 2009 - Tribeca Film Festival
  - Best Narrative Feature a Lucía Puenzo
- 2010 - Argentinean Film Critics Association Awards
  - Nomination Miglior attrice esordiente a Mariela Vitale
  - Nomination Miglior sceneggiatura a Lucía Puenzo
  - Nomination Miglior colonna sonora ad Andrés Goldstein, Daniel Tarrab e Laura Zisman
- 2010 - Torino Gay & Lesbian Film Festival
  - Miglior lungometraggio a Lucía Puenzo